# Kaiya parnabyi
Kaiya parnabyi es una especie de araña araneomorfa de la familia Gradungulidae.

## Distribución
Es originaria de Australia en Victoria, donde se encuentra en la región de Warburton.